# Szilvásy Nándor
Szilvásy Nándor (Makó, 1927. november 13. – Budapest, 2011. július 7.) magyar festő- és grafikusművész, tervezőgrafikus.

## Életpályája
Szülei: Szilvásy Nándor és Mazán Judit voltak. 1938–1946 között a makói József Attila Gimnázium diákja volt. 1947–1949 között az Iparművészeti Főiskola hallgatója volt. 1949–1952 között a Magyar Képzőművészeti Főiskola hallgatója volt. Tanárai voltak többek közt: Koffán Károly, Hincz Gyula, Barcsay Jenő, Ék Sándor és Miháltz Pál. 
1952–1956 között mesekönyveket illusztrált. 1956–1960 között rajzokat és kollázsokat készített. 1960-tól 30 éven át plakátokat, emblémákat tervezett, az alkalmazott grafika minden területével foglalkozott.
1990-től Révfülöpön élt. 2000–2006 között az Új Horizont művészeti szerkesztője volt.
Sírja a révfülöpi temetőben található.

## Magánélete
Felesége, Szalontay Ágnes grafikusművész volt. Két gyermeke született: Bence (1966) és Dóra (1969).

## Kiállításai

### Egyéni
- 1965, 1973, 1989, 1998, 2008 Makó
- 1974, 1978, 2003-2004, 2006-2007 Budapest
- 1979 Dunaújváros
- 1980 Miskolc
- 1994, 2008 Révfülöp
- 1996 Székesfehérvár
- 1997 Tihany, Szigliget
- 1998, 2003, 2006 Keszthely
- 2002, 2007 Veszprém
- 2003 Badacsony, Pápa
- 2004 Alsóörs
- 2005 Balatongyörök

### Válogatott, csoportos
- 1954-1956, 1958, 1960-1961, 1963-1983, 1985-1986 Budapest
- 1980-1982, 1988 Békéscsaba
- 1989 Pécs
- 1995, 1997, 1999 Balatonalmádi
- 1996 Székesfehérvár
- 2001 Veszprém

## Művei

### Plakátok
- Szomjúság (1960)
- A per (1968)
- 6. magyar plakátkiállítás (1972)
- Őszi BNV (1975)
- Három fivér (1984)

### Festmények
- Atlantisz
- Kánikula
- Kék madárszoba
- Vörös madárszoba
- Téli Balaton

## Díjai
- Az év legjobb plakátja (ötször; 1960, 1962, 1972, 1974, 1976)
- Munkácsy Mihály-díj (1962)
- a varsói biennálé különdíja (1968)
- a melbourne-i Plakát Világnyelv kiállítás I. díja (1977)
- Érdemes művész (1978)
- a Békéscsabai Grafikai Biennálé nagydíja (1978)
- Városplakátok I. díja (1979)
- a Művészeti Alap díja (1988)
- a Veszprém megyei Művész Céh díja (1994)
- Veszprém megye díja (2005)
- Révfülöp díszpolgára[5]